# Карматы
Карма́ты (араб. قرامطة‎) — крупное военизированное религиозно-политическое исламское течение, создавшее в 899 году утопическую общину в Бахрейне. Традиционно их отделяют от исмаилитов после того, как их лидер Хамдан Кармат не признал основателя Фатимидского халифата Убайдаллаха имамом и махди и ожидали пришествия истинного «сокрытого» имама Мухаммада ибн Исмаила (внука Джафара ас-Садика).

## Проблема определения
Среди учёных существуют разные версии, согласно которой, являлись ли карматы ветвью исмаилизма или наоборот, карматы — это «ортодоксальный исмаилизм», а исмаилиты Убайдаллаха аль-Махди — это их ветвь. По предположению арабиста Анри Ламменса, основным учением было именно карматское, а учение исмаилитов лишь его ветвь. Это предположение, вероятно, связано с письмами Низама аль-Мулька, под влиянием которого был и историк XIII века аш-Шатиби. Все трое могут при этом опираться на суннитского историка XI века аль-Ямана, который уверяет о том, что произошла встреча между Хамданом и основателем учения исмаилитов Абдаллахом ибн Маймуном. Современные историки считают это невероятным. При этом в СССР было распространено прямо противоположное мнение, опирающееся на труды ат-Табари, Ибн ан-Надима, ан-Нувайри, аль-Макризи, Ибн Хальдуна, ан-Наубахти и др. Согласно ним, Хамдана обучил один из исмалитских миссионеров. Британский историк Стенли Лейн-Пул считал, что Фатимиды являются потомками карматов. Французский историк Луи Массиньон тоже называл всех исмаилитов карматами опираясь на то, что суннитские авторы называли карматами всех исмаилитов, включая их противников в лице Ибн Хаушаба и Ибн аль-Фадля. При этом есть и историки, которые вовсе отрицают связь между учениями. Среди них — британцы Бернард Льюис, Н. Тейлор, француз Ж. Руссо и русско-индийский историк В. Иванов. В частности по предположению первого между ними была слишком лютая ненависть для того, чтобы иметь что-то общее.

## Этимология
Считается, что слово «Кармат» с высокой долей вероятности имеет арамейское происхождение. В источниках зафиксированы различные формы и значения: согласно ат-Табари его звали «Кармитах» («Красноглазый»); ан-Наубахти и Низам аль-Мульк приводят уменьшительное прозвище «Карматик». Существует и предположение, что его фамилия означает «Коротконогий», в частности его высказывал де Гуе. По предположению советского пионера исмаилитоведения Владимира Иванова, это слово означало «крестьянин», либо «сельский житель» и имело не арабское происхождение. Традиционно считается, что последователи Хамдана получили своё наименование «карматы» именно от его фамилии и означает оно не более чем «люди Кармата». Однако известно, что учёный-шиит из числа двунадесятников аль-Фадль ибн Шадхан, умерший в 873/74 году, написал опровержение на карматские доктрины. Это означает, что либо Хамдан стал активным за несколько лет до даты, указанной в источниках, либо, наоборот, он взял свою фамилию от группировки, к которой примкнул, а не наоборот
Существуют и другие версии происхождения названия. Например, арабский историк Ибн аль-Джаузи приводит целых шесть версий. Он пишет, что основателя движения могли звать Мухаммад ибн Варрак ал-Мукармат (в связи с чем название является производной от его фамилии); основателя движения звали «Карматавайх», он был набатейцем из эль-Куфы; Кармат — имя их первого лидера, гуляма Исмаила ибн Джафара; один из проповедников поселился у некоего Кармита, и когда он отбыл, Кармит взял руководство на себя и дал движению своё имя; у одного из проповедников было прозвище «Кармита», которое для облегчения называли «Кармат»; имя движения является производным от нисбы его лидера Хамдана Кармата. Советский азербайджанский историк Джамиль Буниятов (сын З. М. Буниятова) считает наиболее вероятным последний вариант.

## История
В 887 году Ахмед, сын Ибн Меймуна Каддаха, послал в Иран даи (проповедника) Хусайна аль-Ахвази, и он обратил в исмаилизм погонщика Хамдана ибн аль-Ашаса. По происхождению Хамдан принадлежал к презираемому племени севадских набатейцев, состоявшему из крестьян и рабов. Вернувшись к своим землякам, он ловко и деятельно стал распространять среди них учение о грядущем избавителе, внушил, что обряды и всякие внешние религиозные предписания — излишни, и провозгласил, что исмаилитам Бог разрешает безнаказанно грабить имущество и проливать кровь своих противников мусульман. Карматы очень скоро разрослись в целое хищническое государство. Сам Хамдан верил, что он действует в пользу алидов, а не каддахов; убедившись в противном, он отрекся от доктрины и исчез куда-то бесследно. Но дело, начатое им, не остановилось. К секте присоединялись, во множестве, люди, недовольные социальными порядками.
В 890 году карматы основали в своем Иракском Севаде крепость Дароль-хиджре; оттуда в 899—901 годах они, благодаря даи Абу Саиду аль-Джаннаби, распространились в Бахрейне, где население состояло из людей презираемых. Арабские халифы чувствовали себя бессильными перед карматами, в течение трёх четвертей века являвшимися бичом Аравии, Сирии, Ирака и Персии; они грабили, уводили жителей в неволю, налагали выкупы и внушали панический страх.
В 930 году брат Абу Саида, Абу Тахир аль-Джаннаби, давно уже не дававший паломникам право проезда в Мекку, решил окончательно уничтожить хадж; внезапно напав на Мекку, он произвёл страшную резню и похитил Чёрный камень. Только в 951 году святыня была возвращена мусульманам.
Карматы бахрейнские стояли к исламу ближе, чем севадские: принципиально они не отвергали Корана, а объясняли его иносказательно (отсюда их прозвище «батиниты», то есть аллегористы).

### Конец
После поражения от Аббасидов в 976 году статус карматов упал, и постепенно соседи перестали платить им дань, и государство карматов стало сжиматься. После отпадения в 1058 году Бахрейна (под руководством Аль-Аввама) и — почти одновременно — Эль-Катифa, карматы утратили денежные потоки и доступ к побережью и были вынуждены отступить в оазис Эль-Хуфуф. Но уже в 1067 году объединённые силы Абдуллы бин Али Аль Уюни и сельджуков из Ирака осадили Хуфуф и после семи лет вынудили карматов капитулировать.
В Бахрейне и восточной Аравии карматов заменила династия Уюнидов, к середине XI века карматы в Иране, Ираке и Мавераннахре были поглощены Фатимидами или исчезли. Последнее упоминание относится к 1050 году (Насир Хосров), хотя Ибн Баттута, посетивший Катиф в 1331 году, описывает живущих там радикальных шиитов, которых Хуан Коул отождествляет с исмаилитами.